# Nivellea
Nivellea je monotipski rod glavočika smješten u tribus Anthemideae. Jedina je vrsta zeljasta biljka bijelih cvjetova N. nivellei iz sjeverne Afrike, marokanski endem,

## Sinonimi
- Chrysanthemum nivellei Braun-Blanq. & Maire; Bull. Soc. Hist. Nat. Afrique N. 13: 187 (1922)